# Bindenahalli Kaval, Channarayapatna
Bindenahalli Kaval là một làng thuộc tehsil Channarayapatna, huyện Hassan, bang Karnataka, Ấn Độ.